# Długi Marsz 1
Długi Marsz 1 (Chang Zheng 1, chiń. 长征一号) – pierwsza chińska rakieta nośna z rodziny Długi Marsz. Posłużyła do wystrzelenia na orbitę pierwszego chińskiego satelity Dong Fang Hong 1 24 kwietnia 1970.
Pierwszy start rakiety nastąpił 16 listopada 1969, zakończył się jednak niepowodzeniem – rakieta rozbiła się o ziemię po 69 sekundach lotu. Tym samym nie powiódł się zamiar wyprzedzenia Japończyków, którzy również przygotowywali się wtedy do swojego pierwszego lotu kosmicznego (zob. azjatycki wyścig kosmiczny). Ten nieudany start był utrzymywany w tajemnicy aż do 2001 roku, kiedy to odtajniono dokumenty dotyczące tego lotu.

## Chronologia lotów
1. 16 listopada 1969; miejsce startu: kosmodrom Jiuquan (LA2A), Chiny
Ładunek: DFH-1; Uwagi: start nieudany
2. 24 kwietnia 1970, 13:35 GMT; miejsce startu: kosmodrom Jiuquan (LA2A), Chiny
Ładunek: Dong Fang Hong 1; Uwagi: start udany
3. 3 marca 1971, 12:15 GMT; miejsce startu: kosmodrom Jiuquan (LA2A), Chiny
Ładunek: SJ-1 (Shi Jian 1); Uwagi: start udany